# A primera vista (película de 2014)
Hoje eu quero voltar sozinho (en español: Hoy quiero volver solo), llamada A primera vista en España, es una película brasileña escrita, producida y dirigida por Daniel Ribeiro que se estrenó el 10 de abril de 2014. Está protagonizada por Ghilherme Lobo, Fabio Audi y Tess Amorim. La película está basada en el cortometraje Eu Não Quero Voltar Sozinho (Yo no quiero volver solo) de 2010, también escrito y dirigido por Ribeiro y con el mismo elenco principal, aunque no se trata de una continuación sino una versión más completa de la misma historia con nuevas subtramas y una nueva narrativa.
Se estrenó en la sección Panorama del Festival Internacional de Cine de Berlín de 2014, donde obtuvo el galardón a la Mejor Película por la Federación Internacional de Críticos de Cine FIPRESCI y el Teddy Award por Mejor Película con temática o personajes LGBT. También se presentó en el Festival Internacional de Cine en Guadalajara donde obtuvo el Premio del Público en Infinitum por mejor película. En junio de 2014 se presentó en el Festival Internacional de Cine LGBT de San Francisco donde recibió el Frameline38 AT&T Audience Award por Mejor Película y en el Festival de Cine Peace & Love de Suecia donde se llevó los premios a Mejor Película tanto el que entregó el jurado como el que entregó la audiencia. Hasta 2016 la película ha obtenido 44 galardones nacionales e internacionales.
El 18 de septiembre de 2014 la película fue seleccionada por el Ministerio de Cultura de Brasil para que participara como candidata de dicho país en la categoría de "Mejor Película Extranjera" en los Premios Óscar de 2015. No obstante no fue seleccionada entre las cinco finalistas de la edición.

## Argumento

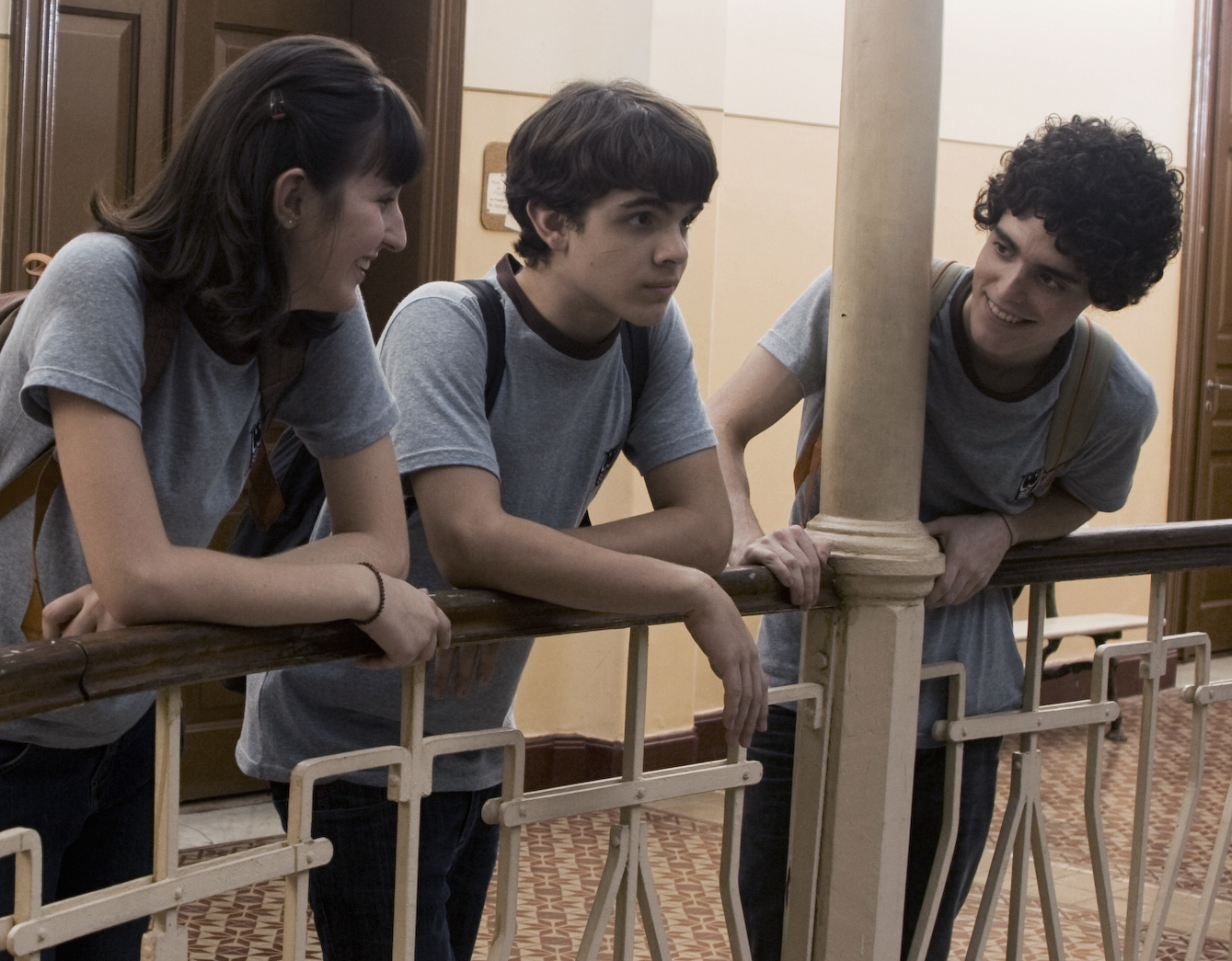
Tess Amorim (izda.), Ghilherme Lobo (centro) y Fabio Audi (dcha.) elenco principal de la película

Leonardo (Ghilherme Lobo) es un adolescente ciego que, como cualquiera, está en busca de su lugar. Al inicio de la película se encuentra charlando en la piscina de casa de su inseparable mejor amiga, Giovana (Tess Amorim). Leo está preocupado porque se acerca el final del verano y nunca ha tenido ninguna relación ni ha sido besado. Fantasea con que su primera vez sea especial. Gi, por su parte, espera que en el inicio del curso por fin conozca a un chico del cual enamorarse. Al final de la tarde Gi acompaña a Leo hasta su casa, cosa que hace habitualmente, aunque viven a cierta distancia. Ya en casa Leo tiene que enfrentarse con sus protectores padres. En su deseo de ser cada vez más independiente consigue, con condiciones, que sus padres le dejen pasar una tarde solo en casa.
Comienza el nuevo curso y se producen los reencuentros con antiguos compañeros como Fabio (Pedro Carvalho), quien hace bromas pesadas sobre la ceguera de Leonardo por las que acaba en el despacho del director, o Karina (Isabela Guasco) una joven rompecorazones. Sin embargo es la incorporación a la clase de un nuevo alumno, Gabriel (Fabio Audi), que ocupa el pupitre vacío detrás de Leo la principal novedad del curso. Gi se queda prendada de Gabriel y, poco a poco, los tres congenian, comparten tareas o el camino de vuelta a casa.

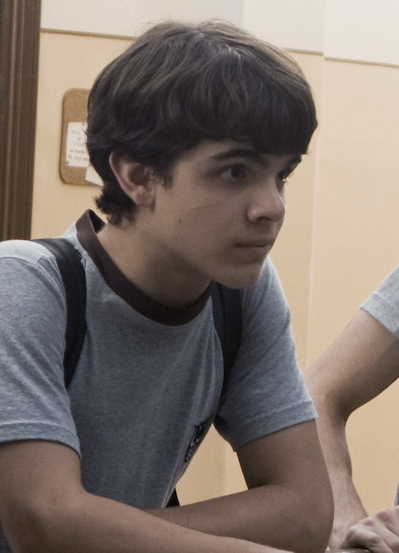
Leonardo (Ghilherme Lobo) es un adolescente ciego que se enamora de su nuevo compañero de clase Gabriel (Fabio Audi)

Un día que Leo camina solo, guiándose con su bastón, tropieza y se cae tras sufrir una broma pesada de Fabio y algunos compañeros. Después visitar a su abuela Maria (Maria Selma Egrei), con quien tiene una fuerte relación de afecto y complicidad, llega a su casa más tarde de lo habitual y allí discute con sus padres. Se halla especialmente irritado por la naturaleza sobreprotectora de su madre, Laura (Lúcia Romano), exigiéndoles que no le den un trato distinto del que tienen los chicos de su edad debido a su ceguera. Más tarde, en conversación con su amiga Gi, le confiesa que debido a la situación que tiene en casa, está pensando hacer un viaje de intercambio de estudiantes en el extranjero. De este modo cree que podrá ser más libre, independiente, crecer y alejarse de sus padres. Esto entristece a Gi que piensa que, de ese modo, perderá a su confidente e íntimo amigo.
Leo y Gabriel van a casa de Gi para disfrutar de una tarde en la piscina. Entre juegos, risas y bromas sobre los gustos musicales de Leo, a quien apasiona la música clásica, al final de la tarde Gabriel insiste en acompañarlo a casa para facilitarle las cosas a Gi. Pese a su contrariedad la chica acepta y desde ese momento Leo toma del brazo a Gabriel para poder trasladarse a los lugares. Al día siguiente, ya en clase, les encargan un trabajo sobre la antigua Grecia entre parejas de chicos, que tratará sobre Esparta, o de chicas, que tratará sobre Atenas. Leo y Gabriel forman pareja apartando a Gi, que se ve obligada a preparar el trabajo en la biblioteca con una compañera de clase. Leo y Gabriel comparten solos el almuerzo, momento que aprovechan para conocerse mejor. Leo responde a la curiosidad de Gabriel sobre cómo es la vida de una persona invidente, revelándole que nació ciego, y acaban viendo una película en la que Gabriel narra lo que sucede en pantalla al oído de Leo. 
Unos días después, mientras están elaborando el trabajo de clase en casa de Leo, este comienza a enseñarle a Gabriel el alfabeto braille. Por su parte Gabriel le pone música del grupo Belle and Sebastian y logra que su amigo baile por primera vez música moderna. Como a la noche hay un eclipse lunar ambos deciden escaparse a una pradera cercana sin el conocimiento de los padres de Leo. Como Leo no puede ver el eclipse es Gabriel quien le explica el fenómeno utilizando unas piedras. Ya de camino a casa Gabriel le pide a Leo que al día siguiente le lleve a clase un jersey (o abrigo) que, por casualidad, se dejó en su casa. Al regresar Leo se desnuda y se acuesta poniéndose la prenda de su amigo sobre su cuerpo.
La agencia que gestiona los programas de intercambio de estudiantes se pone en comunicación con Leo ofreciéndole la posibilidad de acudir a Estados Unidos, donde existe un programa específico para personas ciegas. Leo pretexta que sus padres están de viaje, cosa que no es cierta, para aplazar la visita dado que necesita su autorización para acceder al programa. Finalmente sus padres, al serles revelada la intención de Leo, se niegan de forma tajante a aprobarla. Sin embargo su padre, Carlos (Eucir de Souza), mientras le ayuda a Leo a afeitarse, su hijo le pregunta conciliador por los verdaderos motivos que le empujan a querer irse de casa, prometiendo hablar con su madre y hacer cambios para que sea más fácil la convivencia y pueda ser más independiente.

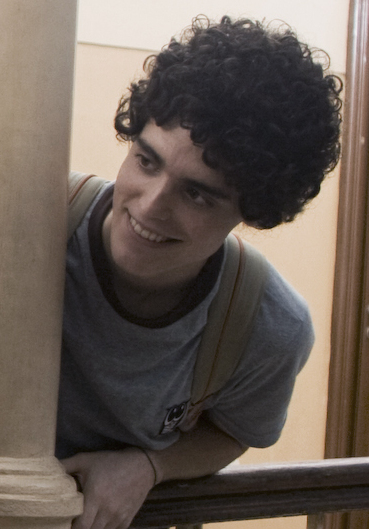
Fabio Audi (Gabriel) interpreta al nuevo compañero de clase que, paulatinamente, se enamora de Leonardo (Ghilherme Lobo)

Gabriel continúa sustituyendo a Gi como acompañante de Leo a su casa, lo que ocasiona el enfado de la chica al verse desplazada de las actividades de sus amigos. Los tres son invitados a una fiesta con sus compañeros de clase en casa de Karina. Durante la fiesta, Gi evita a Leo y, en un aparte con Gabriel después de haber bebido alcohol, le dice que al llegar a sus vidas ella se siente desplazada. Le revela la intención de Leo de marcharse al extranjero, asunto del que Gabriel no sabía nada, e intenta besar a Gabriel, quien no le corresponde. Entretanto Leo participa en un juego de la botella y, en el momento en que le apunta, Fabio intenta hacerle una broma pesada con el perro de Karina haciendo creer a Leo que besará a una persona de verdad pero intentando que bese al perro. Gi, que observa la escena, arrastra fuera de la casa a Leo sin darle explicaciones de lo que sucedía. Al no saber lo que estaba pasando Leo se enfada con ella y Gi se enfurece y se marcha de la fiesta. Gabriel, que también ha visto la escena, insiste en llevar a Leo a su casa, pero Leo explota de rabia al creer que tanto Gi como Gabriel intentan controlar su vida e impedir que nadie le bese. En ese momento, Gabriel besa a Leo y se marcha precipitadamente en su bicicleta.
Toda la clase acude a un campamento en el que van a pasar la noche. Leo, quien ha conseguido el permiso de sus padres para participar, se sienta solo en el autobús porque Gabriel sube con Karina y Gi decide no sentarse junto a él. Ya en el destino, mientras están haciendo las prácticas matinales junto a un lago, Gabriel se aproxima a Leo y admite que estaba tan bebido que no recuerda nada de lo que pasó en la fiesta de casa de Karina; Incluido el beso entre ambos que Leo tampoco menciona. En la tarde la clase disfruta de la piscina del campamento y Gabriel acompaña a Leo. Cuando ya todos se han marchado, porque Leo es pudoroso y no quiere ducharse delante de la gente, Gabriel lo acompaña quedándose solos. Aunque inicialmente Leo comienza a ducharse con bañador al final vence sus pudores y decide quitárselo. Gabriel, al verlo desnudo, de forma apresurada termina de ducharse porque se ha excitado mirando a Leo quien no se percata de lo que sucede.
Ya de noche Gi y Leo, por mediación de Gabriel y Karina, se reencuentran, charlan y acaban superando sus diferencias reconciliándose. Mientras toman unas bebidas Leo revela a su amiga que se siente enamorado de Gabriel. Al no saber cómo reaccionar ante esa inesperada noticia Gi se marcha de su lado. Al encontrarse sólo Leo busca a Gabriel, quien está en la piscina con Karina, y este le invita a meterse en la piscina con ellos, cosa que hace y como consecuencia se resfría. 
Después de volver del campamento Gi visita a Leo a casa y le brinda su apoyo, su amistad y opina que él y Gabriel hacen una linda pareja, no dando crédito a los rumores de la clase de que Gabriel y Karina se hayan enrollado. A instancias de Gi, Gabriel visita a Leo en su casa y Leo le pregunta a Gabriel si besó a Karina en el campamento. Este afirma que no lo hizo, aunque ella lo intentó, y como pretexto se inventó una novia ficticia. A la pregunta de Leo de por qué lo hizo, Gabriel le confía que le gusta otra persona a quien en su momento ya besó fugazmente. Finalmente Gabriel admite que se siente enamorado de Leo, que recuerda perfectamente el beso que le dio en la fiesta de Karina, pero que sentía dudas a la reacción de Leo a sus sentimientos. Leo responde besándolo y fundiéndose en un abrazo con Gabriel. 
Algún tiempo después Leo y Gabriel presentan su trabajo sobre Esparta ante la clase. Se presenta un nuevo compañero a la clase que se sienta en el pupitre junto a Gi y con quien esta congenia desde el principio. Después, al salir de clase para marcharse a casa, Leo va como de costumbre del brazo de Gabriel acompañados por Gi. Fabio y sus amigos, al verlos del brazo, le preguntan a Leo si se ha echado un nuevo novio ya que desconocen los sentimientos que los dos chicos tienen entre sí. Leo responde bajando su mano del brazo a la mano de Gabriel, entrecruzando sus dedos y prosiguiendo su camino, lo que genera risas cómplices entre quienes asisten a ese momento. En la última escena de la película se ve a Leo andando en la bicicleta de Gabriel, dejándose guiar por el ya que se encuentra sobre el soporte de la rueda trasera abrazándose a los hombros de Leo.

## Elenco
- Ghilherme Lobo – Leonardo
- Fabio Audi – Gabriel
- Tess Amorim – Giovana
- Lúcia Romano – Laura
- Eucir de Souza – Carlos
- Selma Egrei – Maria
- Isabela Guasco – Karina
- Pedro Carvalho – Fabio
- Luiz Gustavo Auricchio – Carlinhos
- Júlio Machado – Profesor
- Victor Filgueiras – Ghilherme
- Naruna Costa – Profesora

## Banda sonora

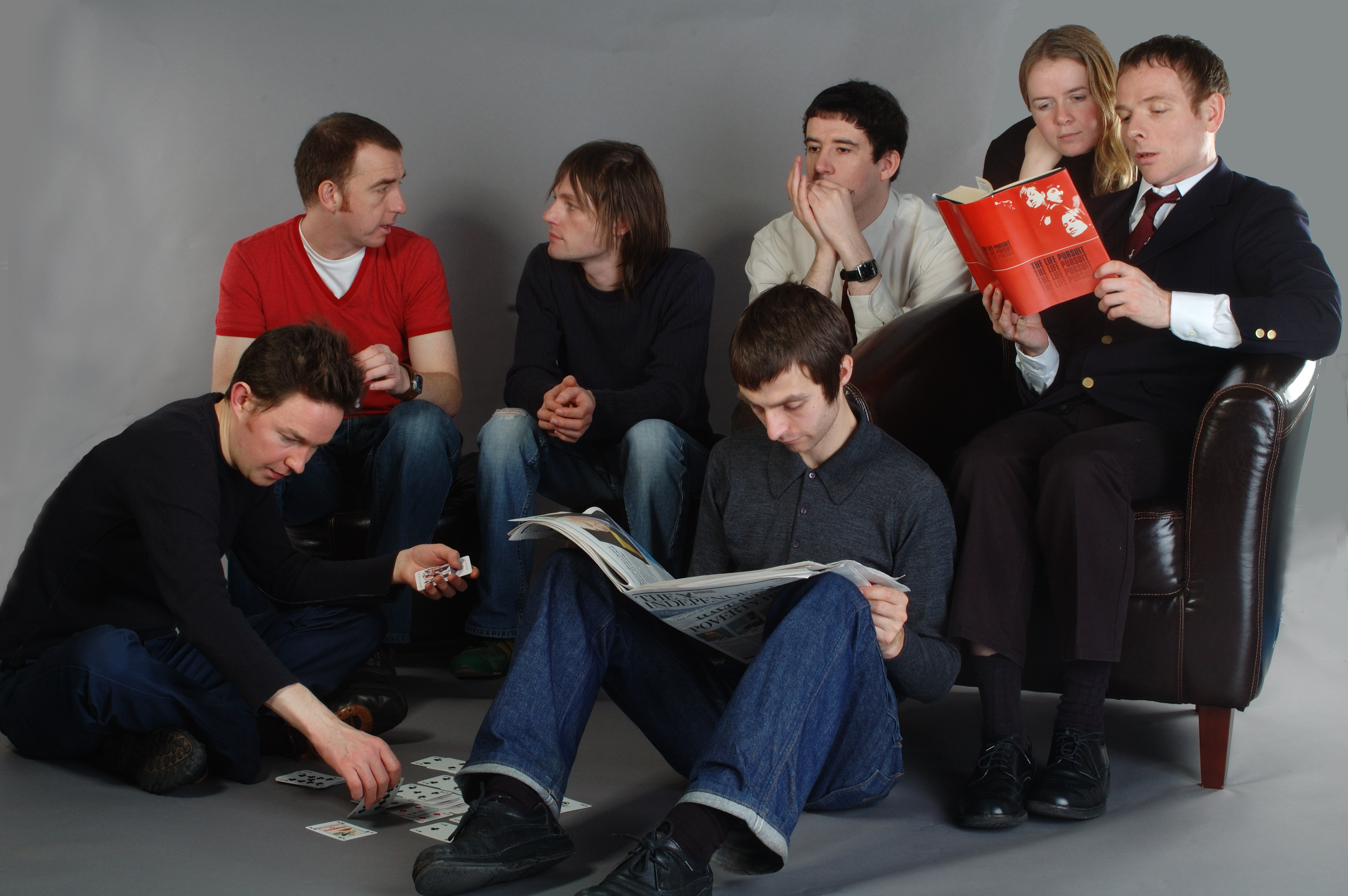
La canción There's too much love de Belle & Sebastian (en imagen) es uno de los temas centrales de la película

La banda sonora de la película está formada por canciones tanto internacionales como brasileñas y por música clásica, siendo la canción del grupo Belle & Sebastian There's too much love la que más presencia tiene en pantalla y se utiliza en los tráiler de promoción.
- Belle & Sebastian - There's too much love
- Piotr Illich Tchaikovsky - The Nutcraker, op. 71
- Johann Sebastian Bach - Cello Suite Nº 1
- Johannes Brahms - Hungarian Dance Nº 5
- Wolfgang Amadeus Mozart - Violin Concerto Nº 3
- Cícero - Vagalumes Cegos
- Arvo Pärt - Spiegel im Spiegel
- Franz Schubert - Piano Trio in E flat, op. 100
- Marvin Gaye - Let's Get It On
- David Bowie - Modern Love
- The National - Start a War
- Homemade Blockbuster - Dance Moves
- Dom La Nena - Start a War (The National Cover)
- Tatá Aeroplano e Juliano Polimeno - Beijo Roubado em Segredo
- Marcelo Camelo e Mallu Magalhães - Janta

## Recepción

### Crítica Extranjera
Hoje Eu Quero Voltar Sozinho ha recibido excelentes críticas alrededor del mundo en los Festivales de Cine donde se ha presentado y una buena acogida en general entre la prensa especializada, los sitios web y los agregadores dedicados al cine.
La revisión del agregador Rotten Tomatoes, basado en 26 comentarios, informa que el 92% de críticos dio una opinión positiva de la película, con una nota media de 7.4/10. El consenso del sitio dice: "hay personajes resonantes, compasivos, emocionalmente detallados. Hoje Eu Quero Voltar Sozinho deja una calidez extendida". El sitio Metacritic, en una escala de 0 a 100, le da una nota 73, basado en 13 comentarios -lo que indica "críticas generalmente favorables". 
En el Festival Peace & Love de Suecia los jurados argumentaron entregarle el premio a Mejor Película por "Su manera bien balanceada de contar una historia y manejar sin esfuerzo un tema delicado haciendo uso de un talentoso elenco".
Alcanzó 3.9 de 5 estrellas según el sitio Adorocinema, basado en 16 críticas de la prensa brasileña. 
La película también recibió comentarios positivos de los críticos estadounidenses. Boyd Van Hosij de The Hollywood Reporter comentó: "En general, la película de [Daniel] Ribeiro, la cual está mezclada con momentos de humor y emoción, se siente extremadamente bien ajustada en las conflictivas vidas emocionales de sus personajes adolescentes, quienes en ocasiones se retiran dentro de la seguridad de su zona de confort de su niñez después de una muy interesante, pero que también da miedo, excursión hacia el adulto desconocido". Chris Hernández, de la revista Next, destacó la facilidad con la que se representa la pasión de Gabriel por su amigo no vidente. Para el crítico, esto es un reflejo de una mayor aceptación que las relaciones homosexuales están actualmente tomando firmeza. Jay Weissberg de la revista Variety, reseñó algunas fallas en el guion, especialmente en el comportamiento de exceso de celo de los padres de Leonardo. Sin embargo, también señaló el impacto que la película pueda tener sobre los jóvenes que tienen dudas acerca de tomar su sexualidad. 
En medios mexicanos llamó la atención durante su exhibición en el Festival Internacional de Cine de Guadalajara. Orianna Calderón, en un análisis publicado en la página oficial del festival, dijo que la relación Leonardo y Gabriel se "retrata con sensibilidad y tensión, pero siempre de una manera muy restringida". Sintió que las acciones de los personajes se podrían haber desarrollado con mayor profundidad sin el uso de "características obvias". El equipo editorial de la revista Rolling Stone México, el análisis de los largometrajes presentados en el caso anterior, describe a Hoje Eu Quero Voltar Sozinho como "casi dulce", destacando la ligereza con la que Ribeiro conduce la historia lo que facilita la empatía con el espectador. 
En Francia las críticas de la película eran en su mayoría favorables. Mathieu Macheret, escribiendo para el diario Le Monde, señala que la homosexualidad no se utiliza para informar sobre la intolerancia social o religiosa, sino como una parte de los dilemas de la vida del protagonista, por su dependencia de los demás y su inseguridad consigo mismo. En un artículo publicado en el diario 20 Minutes, afirma que Ribeiro explora temas sexuales y de independencia con "notable delicadeza", recomendando la película fuertemente. Xavier Leherpeur, colaborador de una revista de cine Studio Ciné Live, describe a la película como "encantador, comunicativo y vigorizante" dándole 4 de 5 estrellas.